# April Folly
April Folly è un film muto del 1920 diretto da Robert Z. Leonard. La sceneggiatura di Adrian Johnson si basa sull'omonima storia di Cynthia Stockley uscita a puntate su Cosmopolitan Magazine dall'agosto all'ottobre 1918.

## Trama

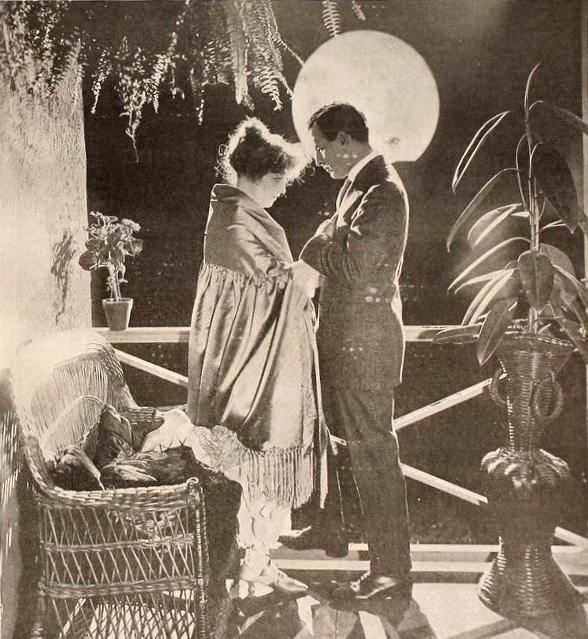
Marion Davies e Conway Tearle

April Poole si reca nell'ufficio di Kerry Sarle, l'uomo di cui è innamorata, e del suo socio Ronald Kenna. La ragazza è una scrittrice e legge ai due, i suoi editori, l'ultimo suo romanzo nel quale Kerry diventa l'eroe della storia, Kenna il suo antagonista e lei l'eroina. A un ballo in maschera, April incontra Kerry e riconosce in Kenna un famoso ladro, intenzionato a rubare il diamante Mannister. Nel frattempo, il conte Mannister chiede alla figlia Diana di recarsi in Sudafrica a consegnare il diamante al cugino Clive Connal, sperando che quel viaggio riesca a far dimenticare alla ragazza il suo innamorato, un artista americano povero in canna. Sul treno, invece, Diana convince April a prendere il suo posto e April, che sogna di catturare Kenna, accetta subito la sostituzione di persona. Kerry, avendo sentito dei rumori nello scompartimento dell'avventurosa ragazza, si precipita in suo soccorso, trovandovi dentro Kenna, che lui butta fuori dalla cabina. In segno di gratitudine, April gli rivela i suoi piani e la sua vera identità. In seguito, Kerry riceve un biglietto da lei dove gli viene chiesto di portare un baule a Clive. Kenna e i suoi complici, credendo che nel baule si possa trovare il famoso diamante, seguono le tracce del grosso bagaglio. Ma quando stanno per impossessarsene, dalla cassa salta fuori April che, pistola alla mano, li cattura tutti. La storia è finita e Kerry, l'editore, abbraccia la sua scrittrice accettando di pubblicare il romanzo.

## Produzione
Il film fu prodotto dalla Cosmopolitan Productions, Marion Davies Film Corporation, International Film Service. Venne girato negli studi di Manhattan della Biograph.

## Distribuzione
Il copyright del film, richiesto dalla International Film Service, Co., Inc., fu registrato il 31 dicembre 1919 con il numero LP14754.
Distribuito dalla Paramount Pictures, il film uscì nelle sale statunitensi il 21 marzo 1920. In Danimarca, prese il titolo Lykkediamanten.
Copia della pellicola mancante di un rullo si trova conservata negli archivi della Library of Congress di Washington.